# David Ortiz
David Americo Ortiz Arias (rođen 18. studenog 1975. godine u Santo Domingu, Dominikanska Republika) je profesionalni igrač baseballa u američkoj MLB ligi. Član je Boston Red Soxa od 2003. godine. Prije je nastupao za momčad Minnesota Twinsa. Nadimkom "Big Papi", Ortiz je pet puta nastupio na prestižnoj All-Star utakmici i vlasnik je momčadskog rekorda od 54 home runa u jednoj sezoni postavljenog 2006. godine. "Big Papi" visok je 193 cm i težak 105 kg. Ortiz igra na poziciji first basemana ili designated hittera.